# ستيفان غلوغوفاك
ستيفان غلوغوفاك مواليد 13 يونيو 1994 في البوسنة والهرسك، هو لاعب كرة سلة صربي. بدأ مسيرته الاحترافية في سنة 2013. يبلغ طوله 6 قدم 8 بوصة (2.0 م). لعب مع نادي ميغا لكرة السلة في الدوري الصربي لكرة السلة ونادي إيجوكيا لكرة السلة في الدوري الأدرياتيكي.

## روابط خارجية
- ستيفان غلوغوفاك على موقع الاتحاد الدولي لكرة السلة (الإنجليزية)
- ستيفان غلوغوفاك على موقع الدوري الأوروبي لكرة السلة (الإنجليزية)
- ستيفان غلوغوفاك على موقع كرة السلة الأوروبية.كوم (الإنجليزية)
- ستيفان غلوغوفاك على موقع DraftExpress.com (الإنجليزية)
- ستيفان غلوغوفاك على موقع ريلجم (الإنجليزية)
- ستيفان غلوغوفاك على موقع بروبوليرز (الإنجليزية)